# Lay's
Lay´s é uma marca que reúne vários tipos de snacks de batata frita distribuída pela Frito-Lay (conhecida como Elma Chips no Brasil), uma subsidiaria da PepsiCo. 
"Lay's" é a marca principal da empresa, com exceção de mercados onde outros nomes de marcas são usados como: Margarita na Colômbia; Sabritas no México; Chipsy no Egito e na Trácia Oriental; Tapuchips em Israel; Smith´s na Austrália; e Walkers no Reino Unido e na Irlanda. A marca é patrocinadora da UEFA Champions League.

## História
Criada em 1932 pelo empresário Herman Warden Lay em Nashville, Tennessee que vendia batatas fritas fabricadas pela empresa "Barrett Food Company" de Atlanta, Geórgia o qual foi comprada em 1938 e nomeada "H.W. Lay Lingo & Company".
Já em 1961, a Lay’s junta-se à Frito Company, dando origem à Frito-Lay.
Com um crescimento contínuo, a Frito-Lay junta-se à Pepsi-Cola, formando a PepsiCo em 1965.

## Internacional
- Na África do Sul, os produtos da Lay´s são distribuídos pela Simba Chips.[8]
- Na Indonésia, os produtos da Lay´s são distribuídos pela Indofood.[9]

## Sabores

### América do Sul

#### Brasil
No Brasil, temos 5 sabores que são: Clássica; Barbecue; Sal e Vinagre; Queijo e o de Creme azedo e cebola.

#### Peru
No Peru, temos a "Lays Ondas"  

### América do Norte

#### Estados Unidos
Nos Estados Unidos, a Lay's oferece várias combinações de sabores como: Clássica; Creme azedo e cebola, Barbecue, Sal e Vinagre, Chipotle ranch, Queijo cheddar e creme de leite, Hidden valley ranch, sal e pimenta, Flamin 'hot, Limón e um "Deli style"

### Europa

#### Portugal
Em Portugal, possuímos 5 sabores principais que são: Clássica; Receita camponesa; Presunto; Vinagreta e o Light.